# 西川祐信
西川祐信（日语：／ Nishikawa Sukenobu ?，1671年—1750年），是江戶前期至中期的浮世繪畫師，主要活躍於京都，創作繪本，並以風俗畫為主體，他參考引用古典的知識，並將其融入當時作品的表現，對江戶的浮世繪發展有相當程度的影響。此外，也替許多市民文學畫插畫，享保年間開始自稱「大和繪師西川祐信」，後期則有許多春畫作品。

## 生平
西川祐信，姓西川、也姓藤原，一開始叫做庄七郎，俗稱宇右衛門、福助、孫右衛門，後來又稱右京。出生於京都，作為以醫術為業西川家的第三個兒子，成年之後又成為了西遠寺致季的家人。享年八十歲，葬於京都三條通大宮西入的妙泉寺，法名為徳崇院清翁浄喜居士。

## 創作生涯與作品
在學習繪畫之初，師承狩野派的狩野永納以及土佐派的土佐光祐，之後並吸收菱川師宣與吉田半兵衛的畫風，開創自己的風格。擅長用柔軟的筆畫出描繪沈著圓臉女性的美人畫，成為京坂浮世繪界的第一人。
元祿後期，西川祐信幫許多「八文字屋本」畫插畫，其中包括狂言劇本、演員評判記（評論）、浮世草子等以名種生活為主題的許多作品，之後出版兩冊風俗繪本「百人女郎品定」，描繪從一百位從皇室女子到風塵女子各種的樣貌，而受到廣大群眾的喜愛並給予高度的評價，也是在這時期開始使用「大和繪師西川祐信」作為落款，大部份都是好色繪本，並將這些春畫稱作「西川繪」，試圖表現如唐繪獨立於大和繪自成一派的概念，但後來這樣一件式的彩色浮世繪並沒有流行起來。
代表作則有「役者口三味線」、「絵本浅香山」，以及上面提到的「百人女郎品定」以及「繪本常盤草」等，共有將近三百冊的繪本插圖、上方繪，其中肉筆畫中親筆繪製的「三美人圖」為極為優秀描繪美人之作。此外也被高度評價為浮世繪畫聖（浮世絵の聖手なり），並對許多重要畫家如奥村政信、石川豊信、鈴木春信有深遠的影響。